# Хомбург (Сар)
Хомбург (њем. Homburg) општина је у њемачкој савезној држави Сарланд. Једно је од 7 општинских средишта округа Сарпфалц. Према процјени из 2010. у општини је живјело 43.691 становника. Посједује регионалну шифру (AGS) 10045114.

## Географски и демографски подаци
Хомбург се налази у савезној држави Сарланд у округу Сарпфалц. Општина се налази на надморској висини од 233 метра. Површина општине износи 82,6 km². У самом мјесту је, према процјени из 2010. године, живјело 43.691 становника. Просјечна густина становништва износи 529 становника/km².

## Међународна сарадња
| Мјесто | Држава    | Врста сарадње | Од    |
| ------ | --------- | ------------- | ----- |
|        | Француска | партнерство   | 1984. |
|        | САД       | партнерство   | 1997. |
| Извор  |           |               |       |